# Вълнова функция
Вълновата функция е математически инструмент, използван в квантовата механика, за описване на физични системи. Това е функция на пространството, описваща възможните състояния на системата чрез използване на комплексни числа. Законите на квантовата механика описват как вълновата функция се изменя във времето.
Стойностите на вълновата функция са вероятностни амплитуди – квадратът на вълновата функция дава плътността на вероятността за присъствие на частицата в дадена точка от пространството.
Например, за атом с един електрон, като водорода или йонизирания хелий, вълновата функция на електрона дава пълно описание на поведението на електрона. Тя може да бъде разложена на серия от атомни орбитали, даващи основните възможни вълнови функции.
За атоми с повече от един електрон както и за системи с множество частици вълновата функция описва вероятностите за тяхното разположение.

## Дефиниция
В съвременната физика вълновата функция е комплексен вектор или функция с комплексно Хилбертово пространство. Най-често вълновата функция е:
- комплексен вектор с краен брой компоненти

{\displaystyle {\vec {\psi }}={\begin{bmatrix}c_{1}\\\vdots \\c_{n}\end{bmatrix}}},
- комплексен вектор с безкраен брой компоненти

{\displaystyle {\vec {\psi }}={\begin{bmatrix}c_{1}\\\vdots \\c_{n}\\\vdots \end{bmatrix}}},
- комплексна функция на една или повече реални променливи

{\displaystyle \psi (x_{1},\,\ldots \,x_{n})}.
Вълновата функция дава пълно описание на взаимносвързана физическа система. Елемент от векторно пространство може да бъде описан чрез различни координатни системи, същото се отнася и до вълновата функция.
Компонентите на вълновата функция, описващи една и съща система може да приемат различни комплексни стойности в зависимост от избраната базова координатна система. Но самата вълнова функция е независима от избрания базис.
Вълновата функция е нещо като пространствен вектор в обикновено пространство.
Смяната на базиса не променя вектора, а променя само неговото представяне съобразно избраната координатна система.
Сумата от вероятностите системата да се намира във всички възможни състояния би трябвало да е равна на 1, ето защо модула на вълновата функция също трябва да е равен на 1.
С тази интерпретация вълновата функция представлява амплитуда на вероятността за намиране на частица, модула на квадрат представлява вероятността частицата да окупира възможен
регион от конфигурационното пространство. Така например
{\displaystyle |\psi ({\vec {r}},t)|^{2}d^{3}r}
е вероятността вълновата функция да се намира в обем {\displaystyle d^{3}r=dxdydz}. Сумата на вероятностите е
{\displaystyle \int _{\text{all space}}|\psi ({\vec {r}},t)|^{2}d^{3}r=1}.
Пространството на Хилберт където се намират {\displaystyle \psi ({\vec {r}},t)} трябва да задоволява критерий за векторно пространство {\displaystyle {\mathcal {F}}} тоест, ако {\displaystyle \psi _{1},\psi _{2}\in {\mathcal {F}}} тогава
{\displaystyle \psi =\lambda _{1}\psi _{1}+\lambda _{2}\psi _{2}\in {\mathcal {F}}} където {\displaystyle \lambda _{1},\lambda _{2}} са арбитрарни комплексни числа.

## Вълнова функция в многомерно векторно пространство
Вълновата функция се обозначава като вектор {\displaystyle {\vec {\psi }}} с n компоненти, описващи състоянието на физическата система {\displaystyle |\psi \rangle } като линейна комбинация от краен брой базови елементи {\displaystyle |\phi _{i}\rangle }, където i е от 1 до n. В частност равенството:
{\displaystyle {\vec {\psi }}={\begin{bmatrix}c_{1}\\\vdots \\c_{n}\end{bmatrix}}},
е еквивалентно на
{\displaystyle |\psi \rangle =\sum _{i=1}^{n}c_{i}|\phi _{i}\rangle }
което е отношение между състоянията на физическата система.
Физическото значение на компонентите {\displaystyle {\vec {\psi }}} се дава от постулата за колапс на вълновата функция:
Ако състоянията {\displaystyle |\phi _{i}\rangle } имат различни и дефинирани стойности λi спрямо дадена динамична променлива (пример: импулс, местоположение и др.) измерването на тази променлива дава
{\displaystyle |\psi \rangle =\sum _{i}c_{i}|\phi _{i}\rangle }.
Ако състоянията {\displaystyle |\phi _{i}\rangle } имат различни дефинирани стойности λi спрямо някоя динамична променлива (пример: импулс, местоположение и др.) тогава вероятността при измерване на λi е {\displaystyle |c_{i}|^{2}}, и ако измерването даде резултат λi,
тогава системата е в състояние {\displaystyle |\phi _{i}\rangle }.